# Tomoya Fukumoto
Tomoya Fukumoto (jap. 福元 友哉, Fukumoto Tomoya; * 17. Juli 1999 in der Präfektur Kanagawa) ist ein japanischer Fußballspieler.

## Karriere
Tomoya Fukumoto erlernte das Fußballspielen in den Jugendmannschaften von Tokyo Verdy und den Yokohama F. Marinos sowie in der Schulmannschaft der Funabashi Municipal High School. Seinen ersten Vertrag unterschrieb er 2018 bei Fagiano Okayama. Der Verein aus Okayama, einer Hafenstadt in der Präfektur Okayama auf Japans Hauptinsel Honshū, spielte in der zweithöchsten Liga des Landes, der J2 League. Bis Ende Juli 2022 bestritt er 37 Zweitligaspiele. Ende Juli 2022 wechselte er auf Leihbasis zum Viertligisten FC Osaka. Für Osaka bestritt er drei Viertligaspiele. Nach der Ausleihe kehrte er Anfang 2023 wieder nach Okayama zurück. Nach insgesamt 45 Ligaspielen wechselte er im Januar 2024 zum Viertligisten Atletico Suzuka Club.